# Triangolo (enigmistica)
Il triangolo, in enigmistica è un gioco caratterizzato da una successione di scarti (eliminazione di una singola lettera facente parte di una parola es: coro - oro).
Procedendo in questo modo si avrà (nel caso in cui sia possibile arrivare ad una sola lettera), se posizionate le parole una sotto all'altra, una forma triangolare.
- Esempi:

```
 
s
parare               
V
omero
 
p
arare                
O
mero
 
a
rare                 
m
ero
 
r
are                  
e
ro
 
a
re                   
r
o
 
r
e                    
o

 
e
```